# Psephidonus schultzi
Psephidonus schultzi är en skalbaggsart som beskrevs av Hatch. Psephidonus schultzi ingår i släktet Psephidonus och familjen kortvingar. Inga underarter finns listade i Catalogue of Life.